# Astragalus erythrolepis
Astragalus erythrolepis es una especie de planta del género Astragalus, de la familia de las leguminosas, orden Fabales.

## Distribución
Astragalus erythrolepis se distribuye por Irán.

## Taxonomía
Fue descrita científicamente por Boiss. Fue publicado en Diagnoses Plantarum Orientalium 2: 65 (1843).
Sinonimia
- Astragalus leucargyreus Bornm.
Astragalus erythrolepidius St. Lag.